# العلاقات الساموية الميكرونيسية
العلاقات الساموية الميكرونيسية هي العلاقات الثنائية التي تجمع بين ساموا وولايات ميكرونيسيا المتحدة.

## مقارنة بين البلدين
هذه مقارنة عامة ومرجعية للدولتين:
| وجه المقارنة                                              | ساموا                        | ولايات ميكرونيسيا المتحدة |
| --------------------------------------------------------- | ---------------------------- | ------------------------- |
| المساحة (كم2)                                             | 2.84 ألف                     | 702                       |
| عدد السكان (نسمة)                                         | 196.44 ألف                   | 105.54 ألف                |
| الكثافة السكانية (ن./كم²)                                 | 69.17                        | 15.03 ألف                 |
| العاصمة                                                   | أبيا                         | باليكير                   |
| اللغة الرسمية                                             | لغة إنجليزية، اللغة الساموية | لغة إنجليزية              |
| العملة                                                    | تالا ساموي                   | دولار أمريكي              |
| الناتج المحلي الإجمالي (بليون دولار)                      | 856.63 مليون                 | 336.43 مليون              |
| الناتج المحلي الإجمالي (تعادل القوة الشرائية) بليون دولار | 1.15 مليار                   | 365.27 مليون              |
| الناتج المحلي الإجمالي الاسمي للفرد دولار أمريكي          | 3.94 ألف                     | 3.02 ألف                  |
| الناتج المحلي الإجمالي للفرد دولار أمريكي                 | 5.79 ألف                     |                           |
| مؤشر التنمية البشرية                                      | 0.702                        | 0.640                     |
| رمز المكالمات الدولي                                      | +685                         | +691                      |
| رمز الإنترنت                                              | .ws                          | .fm                       |
| المنطقة الزمنية                                           | ت ع م+13:00                  |                           |

## منظمات دولية مشتركة
يشترك البلدان في عضوية مجموعة من المنظمات الدولية، منها:
| علم المنظمة | اسم المنظمة                                 | تاريخ انضمام ساموا | تاريخ انضمام ولايات ميكرونيسيا المتحدة |
| ----------- | ------------------------------------------- | ------------------ | -------------------------------------- |
|             | بنك التنمية الآسيوي                         | 1966               | 1990                                   |
|             | مؤسسة التنمية الدولية                       | 28 يونيو 1974      | 24 يونيو 1993                          |
|             | يونسكو                                      | 3 أبريل 1981       | 19 أكتوبر 1999                         |
|             | وكالة ضمان الاستثمار متعدد الأطراف          | 27 سبتمبر 2002     | 11 أغسطس 1993                          |
|             | الأمم المتحدة                               | 15 ديسمبر 1976     | 17 سبتمبر 1991                         |
|             | مجموعة دول أفريقيا والكاريبي والمحيط الهادئ | ?                  | ?                                      |
|             | البنك الدولي للإنشاء والتعمير               | 28 يونيو 1974      | 24 يونيو 1993                          |
|             | الاتحاد الدولي للاتصالات                    | 7 أكتوبر 1988      | 18 مارس 1993                           |
|             | منظمة حظر الأسلحة الكيميائية                | ?                  | ?                                      |
|             | مؤسسة التمويل الدولية                       | 28 يونيو 1974      | 24 يونيو 1993                          |
|             | المركز الدولي لتسوية المنازعات الاستشارية   | 25 مايو 1978       | 24 يوليو 1993                          |
|             | تحالف الدول الجزرية الصغيرة                 | ?                  | ?                                      |